# Ниминен, Вели
Хейкки Вели Ниминен (фин. Heikki Veli Nieminen; 1 февраля 1886, Тюрвянтё — 1 апреля 1936, Хямеэнлинна) — финский гимнаст и стрелок, призёр летних Олимпийских игр.
На Играх 1908 в Лондоне Ниминен участвовал только в командном первенстве, в котором его сборная заняла третье место.
Затем Ниминен занялся стрельбой и соревновался в этом виде спорта на двух Олимпиадах. На Играх 1920 в Антверпене он участвовал в шести дисциплинах и получил одну бронзовую медали:
- Произвольная винтовка с трёх позиций, 300 м — неизвестно;
- Произвольная винтовка среди команд — четвёртое;
- Армейская винтовка среди команд лёжа, 300 м — третье;
- Произвольная винтовка, 600 м — неизвестно;
- Произвольная винтовка среди команд, 300 м + 600 м — десятое;
- Стендовая стрельба — неизвестно;

На Олимпиаде 1924 в Париже Ниминен соревновался в двух дисциплинах:
- Произвольная винтовка, 600 м — 31-е;
- Произвольная винтовка среди команд (400 , 600 м, 800 м) — пятое;